# Goodyera henryi
Goodyera henryi är en orkidéart som beskrevs av Robert Allen Rolfe. Goodyera henryi ingår i släktet knärötter, och familjen orkidéer. Inga underarter finns listade i Catalogue of Life.